# Badro Escobar
Badro Escobar, de son vrai nom Badreddine Hussein, surnommé “Le Blanc de la Chine”, ivoirien d’origine libanaise, est un entrepreneur, producteur et ancien collaborateur  de DJ Arafat,.

## Biographie

### Homme d'affaires
Badro est un entrepreneur qui a fait un nom dans la vente de voiture et dans la restauration en Côte-d'Ivoire. Entre autres, Il est propriétaire d’un restaurant dans la commune de Marcory. Et en 2020, il s'est lancé dans les affaires hôtelières : il a construit un complexe hôtelier baptisé “Badro Beach” à Assinie,,.
Avec son ami intime DJ Arafat, il aillait mettre en place un parc auto et vendre des voitures importées neuves type sport. Ce qui demeure un projet inachevé en raison du décès de DJ Arafat.
En 2021, il a disparu et a été repéché en mer par des pêcheurs. Certains dirent qu'il a failli se noyer alors qu'il était sur son bateau de pêche qui a échoué et aurait survécu pendant trois jours sur une planche, quand d'autres racontent qu'il a juste eu un malaise de quelques heures dans l'eau. Ce fâcheux événement lui a valu des surnoms ou sobriquets tels que Jonas, Jack du Titanic, Aquaman etc.
Badro est le producteur de ramba junior son poulain il produit l’artiste ramba depuis son enfance mais séparé par la réaction du père de l'artiste célèbre ranba jr. Badro en préparation avec l'artiste béninois granduke l'américain qui a été attiré par le blanc de la Chine badro par un freestyle appelé chemin.